# Desarrollo de una prueba de rally

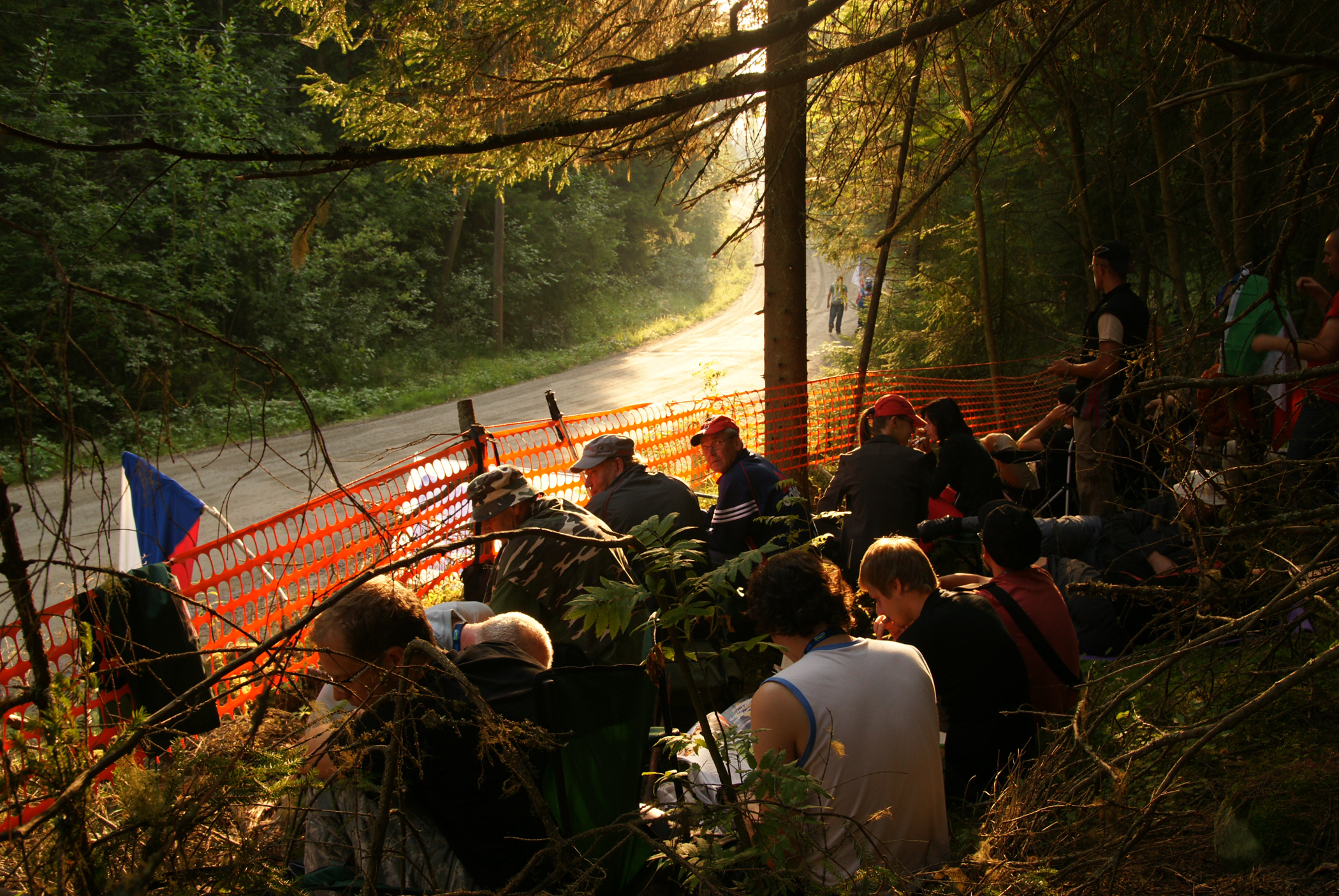
Aficionados situados en un tramo.

Los rallies son una disciplina deportiva compleja en su desarrollo y en su normativa. El desarrollo de las pruebas han evolucionado enormemente a lo largo de los años, pero es en los años 1970 y gracias a la aparición del Campeonato Mundial de Rally y de un organismo (FIA), lo que estableció una normativa específica y común. Aun así, no se puede determinar unas pautas específicas debido a las diferencias que existen entre cada país, que adaptan o modifican ligeramente ciertas normas a su criterio o conveniencia.
La seguridad y los costos son los principales motivos que han cambiado y evolucionado el mundo de los rallyes. Actualmente se realizan pruebas internacionales (WRC, IRC), continentales (ERC, APRC), nacionales (España, Francia) y regionales y el funcionamiento de la prueba varía según el ámbito donde se realice. Estas variaciones suelen ser: la duración, los costes por participación, la longitud de los tramos y enlaces, el shakedown, etc, pero en general se puede hacer un esquema común para entender el funcionamiento interno de una prueba de rallyes.

## Elemento principal

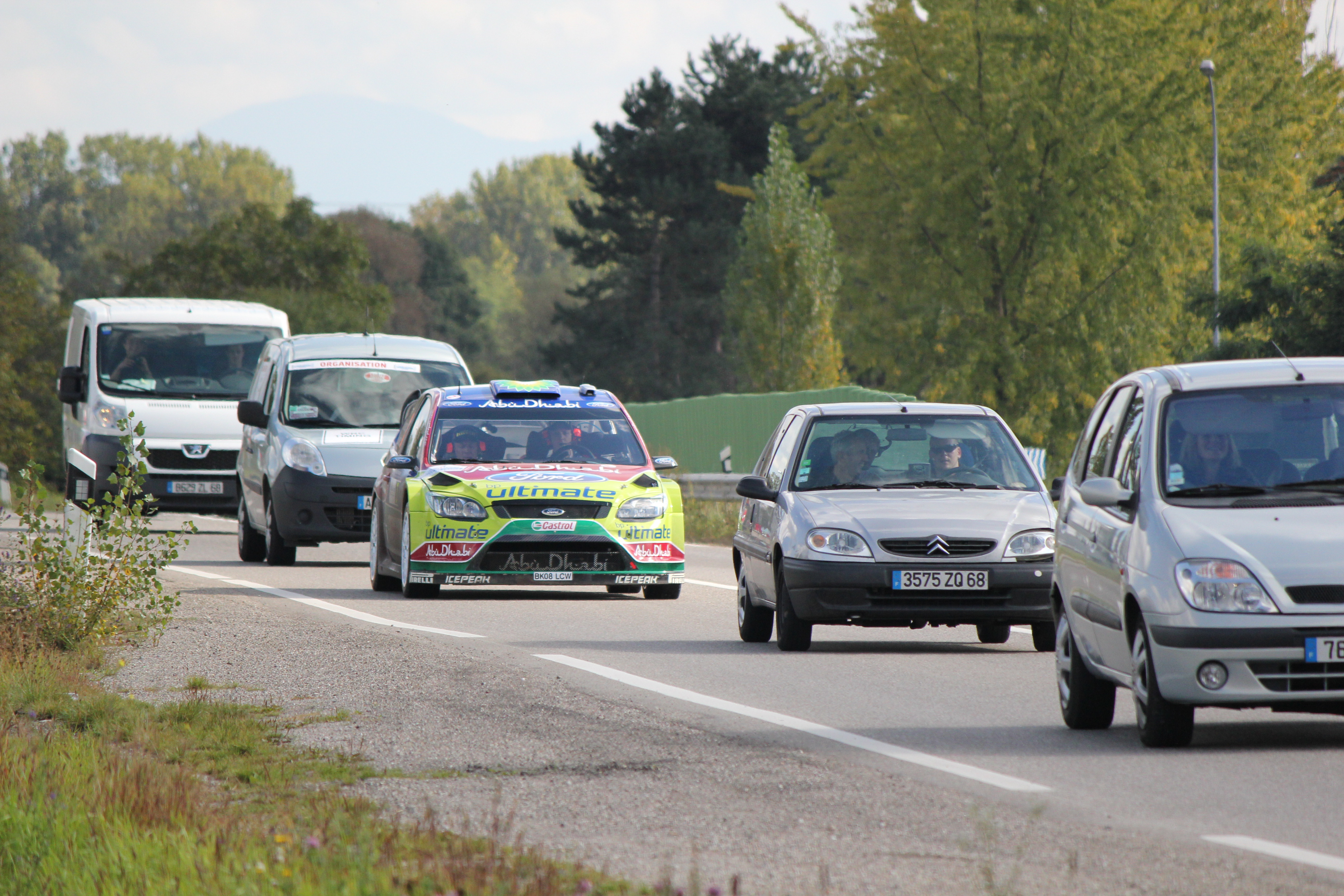
Durante los enlaces los pilotos deben cumplir la normativa de tráfico.

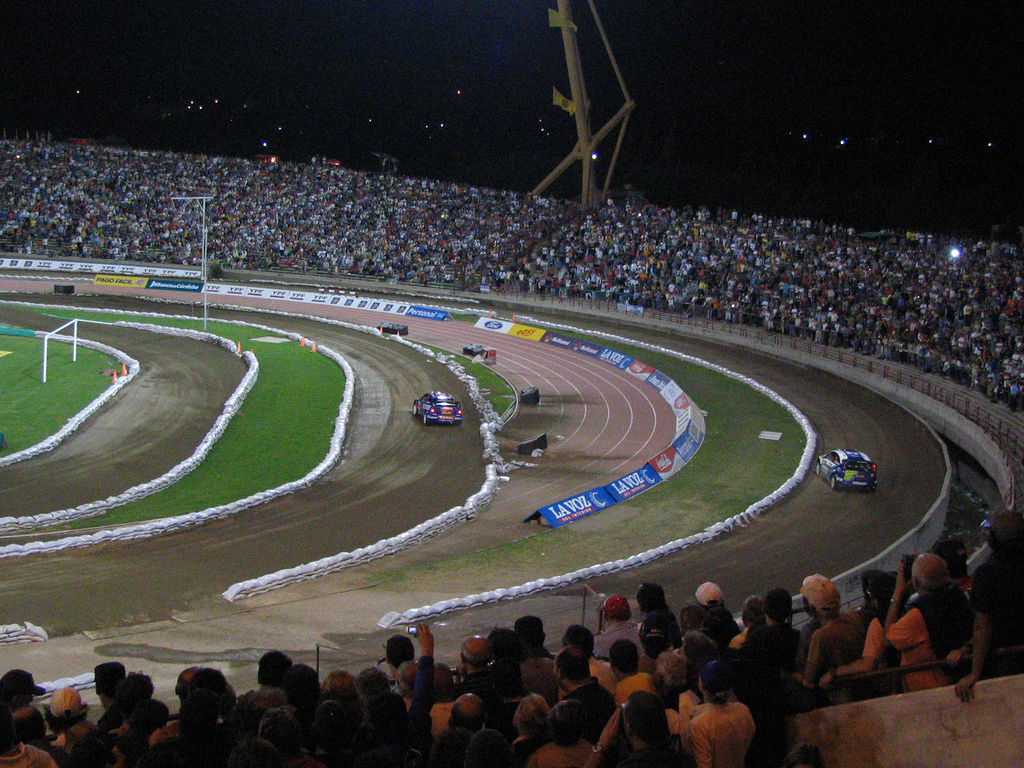
Loeb y Grönholm compitiendo en una superespecial.

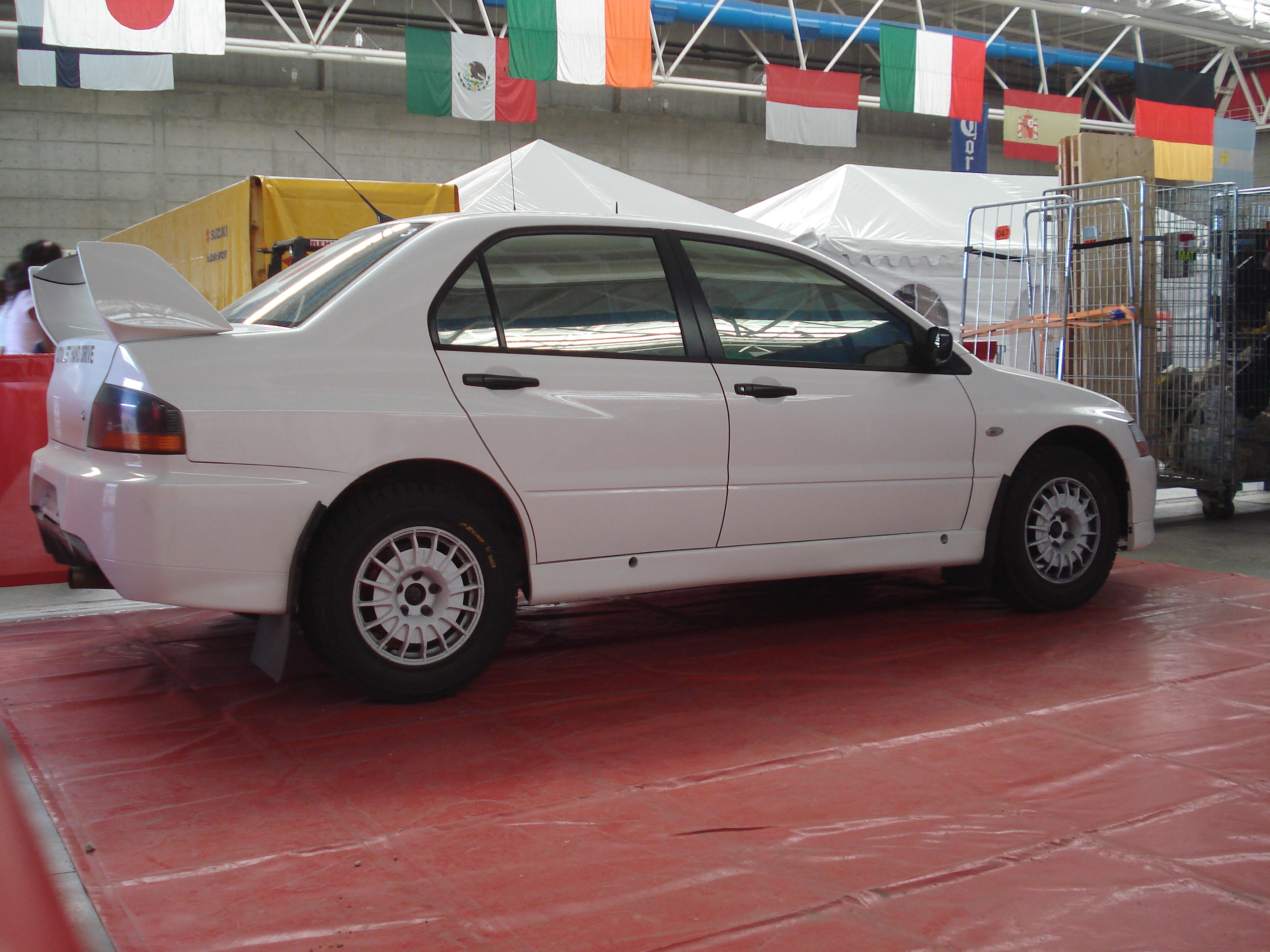
Mitsubishi Lancer Evolution con el que realizó Sebastien Loeb los reconocimientos en Rally de México de 2008.

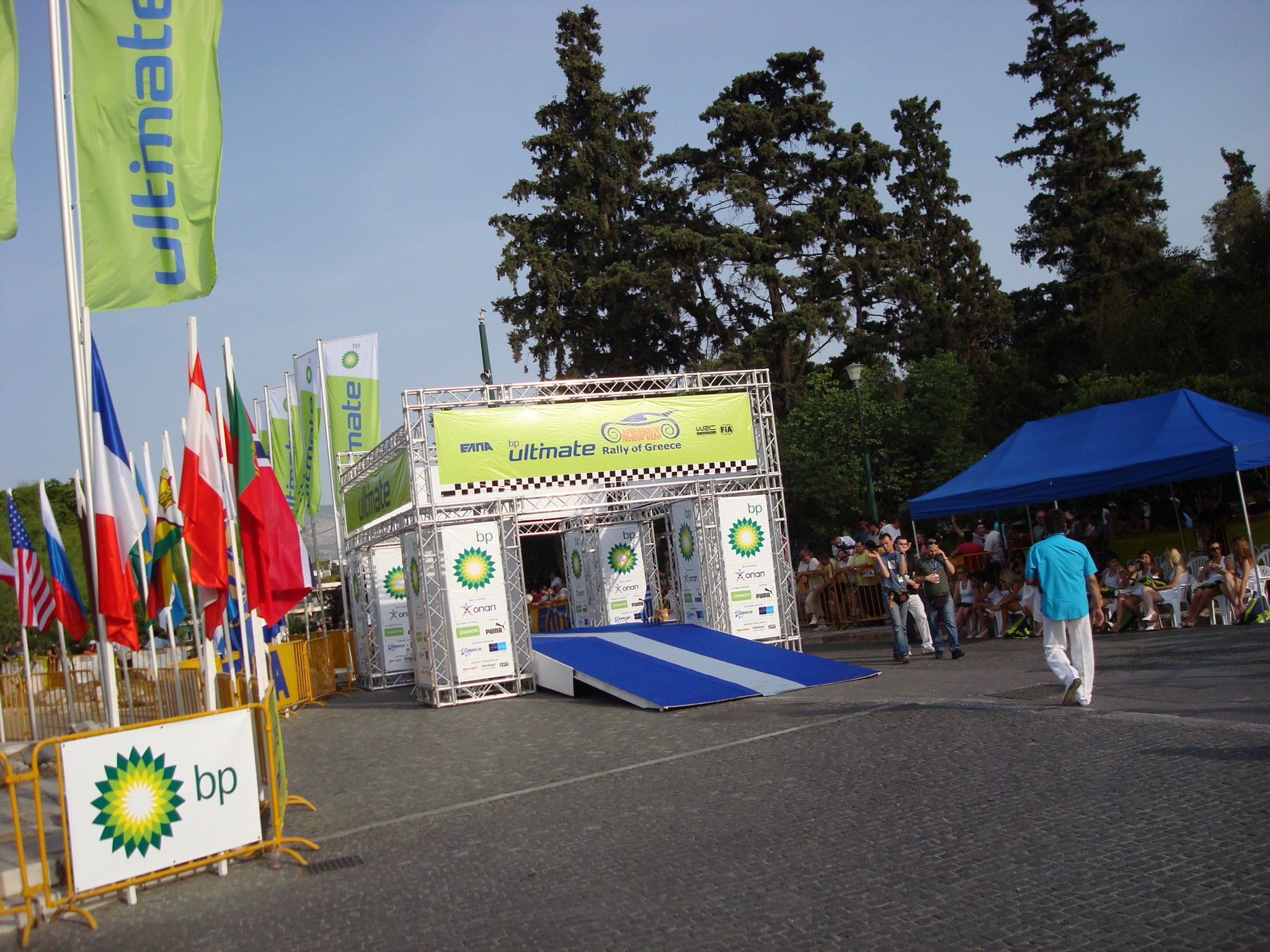
Podio en el Rally de Grecia.

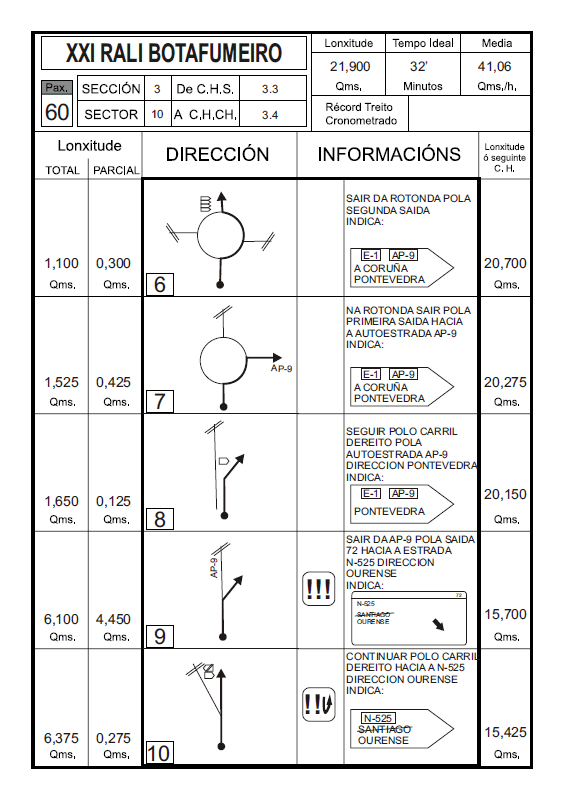
Ejemplo de un libro de rutas.

Una prueba de rally se compone de muchos elementos. Temporalmente se divide en: jornadas o etapas, secciones, sectores, enlaces y tramos o superespeciales.
- Jornada o etapa: se define como un día natural, donde se completan varios tramos. Generalmente un rally se compone de 3 jornadas, normalmente entre viernes y sábado. Aunque pueden durar menos como en los rallyes nacionales o regionales. Antiguamente los rallyes duraban más días.
- Sección: todas las partes del rallye comprendidas entre:
  - la salida y el primer reagrupamiento.
  - dos reagrupamientos sucesivos.
  - el último reagrupamiento y la llegada de una etapa o del rallye.
- Sector: es la parte que incluye enlace y tramo, desde el Control Horario al Control Horario del siguiente tramo.
- Enlace: se llama así a la parte de la carretera abierta al tráfico por donde los participantes deben circular desde los parques a los tramos y de un tramo a otro.
- Tramo o Especial Cronometrada (siglas: TC o SS), es la carretera cerrada al tráfico rodado, donde se disputa la prueba. Cada tramo está marcado con cuatro controles de paso o controles de parada, de obligado paso y parada (excepto el Control de Meta). En los tramos es donde se marcan los tiempos y generalmente se efectúan dos pasados pero pueden ser más o solo una.
  - Powerstage: tramo especial que se incorporó en el mundial en 2011. El último tramo de cada rally, que por lo general también se retransmite por televisión, los tres primeros clasificados suman 3, 2 y 1 punto extra respectivamente.
  - Superespecial: es un tramo especial que se organiza normalmente como último tramo de un rally. Tiene la particularidad de ser más corto y en el que compiten dos vehículos al mismo tiempo. Se organiza en estadios o grandes recintos y es un atractivo de la organización para atraer a los aficionados.
- Reagrupamiento: parada prevista en régimen de parque cerrado, con un Control Horario a la entrada y otro a la salida, con el objeto de —por una parte— seguir el programa del rallye, y —por otra— permitir el reagrupamiento de los vehículos que siguen en carrera. El tiempo de parada puede variar de un equipo a otro. La duración de un reagrupamiento no podrá superar los 15 minutos.[1]
- Super-rally: fórmula que se introdujo en el mundial en 2005. Cuando un piloto no puede continuar en la carrera por avería o accidente y decide incorporarse a la prueba, lo hace a la jornada siguiente con una penalización de varios minutos.[2] En 2012 la FIA cambió su denominación por Rally 2.[3]

### Inscripción y verificaciones
Semanas antes de la celebración de la prueba, la organización publica el reglamento, un documento que contiene toda la información técnica y administrativa en la que se detallan las características de la misma: horarios, recorrido, puntuabilidad, costes de inscripción, categorías permitidas, premios, miembros de la organización, etc.
Para participar en un rally es necesario cumplir una serie de requisitos que establece la FIA. Lo primordial es adquirir la licencia de piloto y copiloto, se debe pasar un control médico rutinario que no reviste mayor dificultad, además el piloto debe poseer el permiso de conduccir. Una vez se acerca la fecha de la prueba es necesario cubrir la ficha de inscripción y hacer al pago para poder ser admitido en la lista de inscritos.
Días antes del rally el piloto y el vehículo deben pasar una serie de verificaciones para asegurarse de que todo está acorde a la normativa. El piloto debe pasar las verficaciones administrativas; conforme tiene licencia, posee el seguro obligatorio, etc., y el vehículo, una verificación técnica, para asegurarse que cumple con los requisitos de seguridad, mecánica, etc. El participante, que está formado por un piloto, un copiloto y un automóvil debe inscribirse bajo una escudería, sea privada u oficial. Cada participante puede inscribir a un piloto o a varios. En algunas competiciones se limita el máximo de pilotos por equipo, como en el Campeonato del Mundo, que en ocasiones se permitió hasta tres, pero en la actualidad se limita a dos.

### Reconocimientos y shakedown
Días antes de la celebración del rally, se realizan los reconocimientos (mal llamados entrenamientos, puesto que realmente no se entrena, incluso está prohibido, los participantes deben realizarlos cumpliendo las normativas de tráfico) y mientras que el piloto conduce por los tramos, va indicando al copiloto, todas aquellas características de la carretera que considere oportuno, como las curvas, su dificultad, rectas, rasantes, estado del firme, etc., que las anota en un bloc, lo que se llama "tomar notas". Para ello disponen de un vehículo marcado con un dorsal que los identifica y un límite de pasadas por tramo, generalmente 2. En el mundial de rallyes no pueden sobrepasar una velocidad máxima de entre 50 y 70 km/h, límite impuesto por la organización. Además el vehículo dispone de un GPS para controlar su ubicación y velocidad.
El shakedown es un tramo cronometrado de no más de siete km, especialmente preparado para que los automóviles puedan probar de forma intensa las modificaciones y ajustes que los mecánicos hayan realizado para la carrera. El trazado se conecta de forma parecida a un circuito, ya que al finalizar el recorrido, los automóviles tienen un tramo de enlace que los conecta con la salida nuevamente. El shakedown reúne las características de todos o de la mayoría de los tramos del rally, para que las condiciones sean reconocidas por los equipos durante la competición. Dura aproximadamente dos horas para los World Rally Cars de prioridad 1 y otras dos horas, sin intervalos, que comparten con los automóviles de prioridad 2 y 3. Finalizado este tiempo, el resto de los participantes pueden hacer el recorrido.

### Documentación
Los copilotos de rally realizan una función clave, que es la de cantar las notas, pero además deben llevar consigo varios documentos importantes que son: las notas, el carnet de ruta o control y el libro de ruta o roadbook.
- Carnet de ruta: es un pequeño cuaderno donde se anotan los tiempos y la hora de llegada a cada control.
- Libro de ruta: es un libro muy importante ya que tiene marcado todo el trazado que deben recorrer durante toda la prueba, desde el parque de servicio, los enlaces y los tramos.

### Ceremonia de Salida
En la primera jornada del rally los vehículos salen del Parque Cerrado y pasan por el podio para realizar la Ceremonia de Salida. Esta ceremonia consiste en una simple presentación de cada vehículo, puesto que no representa nada en cuanto a la competición, pero si para la imagen del mismo. Una vez que el último vehículo pasa por el podio, no se vuelve a usar hasta el último día del rally.

### Comisarios

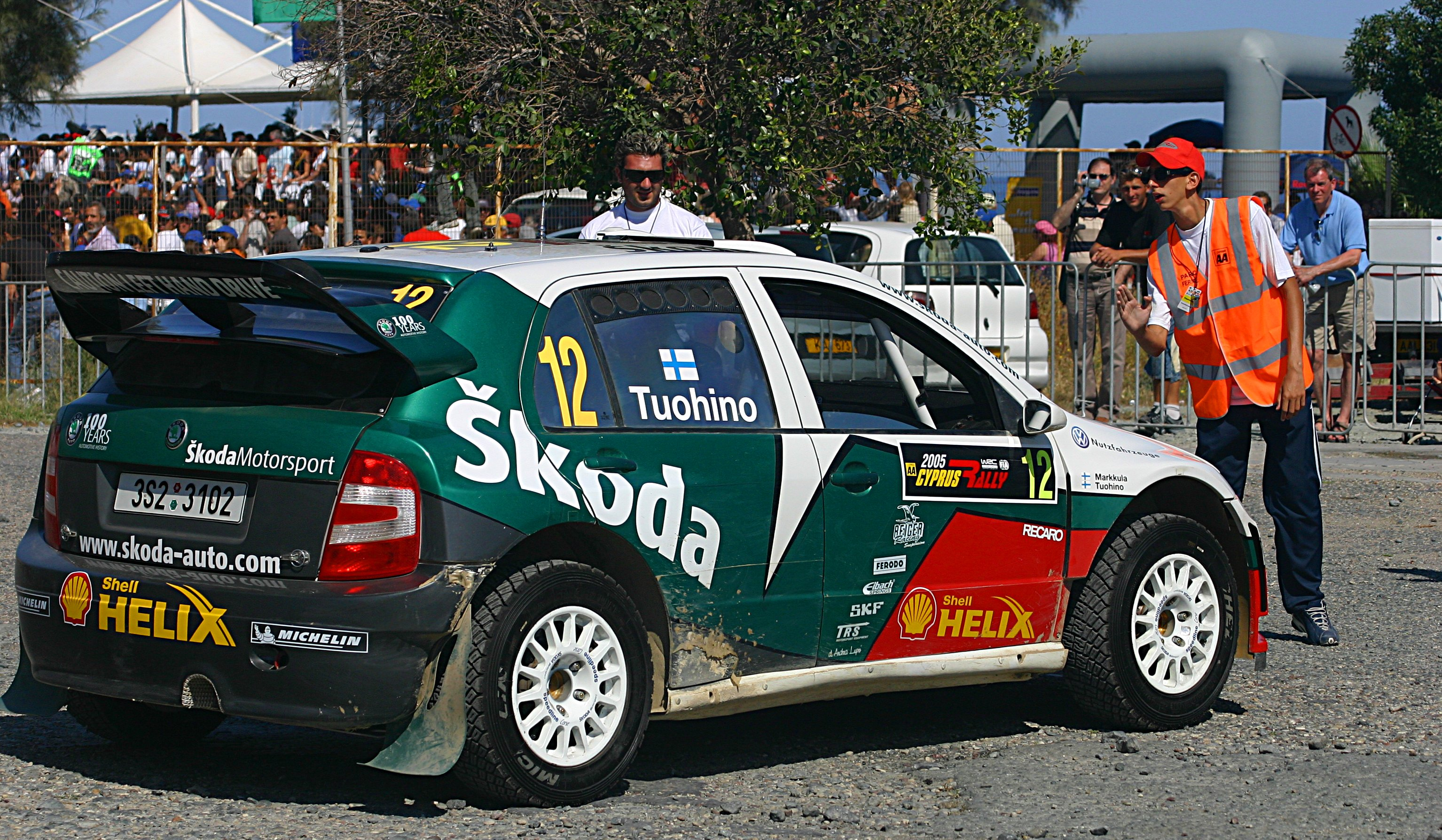
Un participante recibiendo órdenes de un comisario

Los comisarios son las personas que intervienen durante la prueba y que ejercen diferentes funciones de control, vigilancia, etc. Cada uno de ellos posee una licencia para ejercer su labor, estando presentes en los tramos o en la oficina central y la mayoría pertenecen a la escudería encargada de llevar a cabo el rally aunque también intervienen comisarios externos principalmente como supervisores.
Lista de comisarios habituales en una prueba:
- Comisarios deportivos.
- Observador de la federación.
- Delegado de seguridad de la federación.
- Delegado técnico de la federación.
- Director de carrera.
- Directores adjuntos.
- Secretario de la prueba.
- Jefe servicios médicos.
- Responsables de la seguridad.
- Comisario de seguimiento GPS.
- Comisarios técnicos.
- Jefe de cronometraje.
- Relaciones con los concursantes.
- Relaciones con la prensa.
- Comisario responsable de la publicidad.
- Responsable de parques cerrados y reagrupamientos.
- Responsable de parque de asistencia.
- Responsable de reconocimientos.
- Jefes de tramo.
- Cronometradores.

## Parque de trabajo y parque cerrado

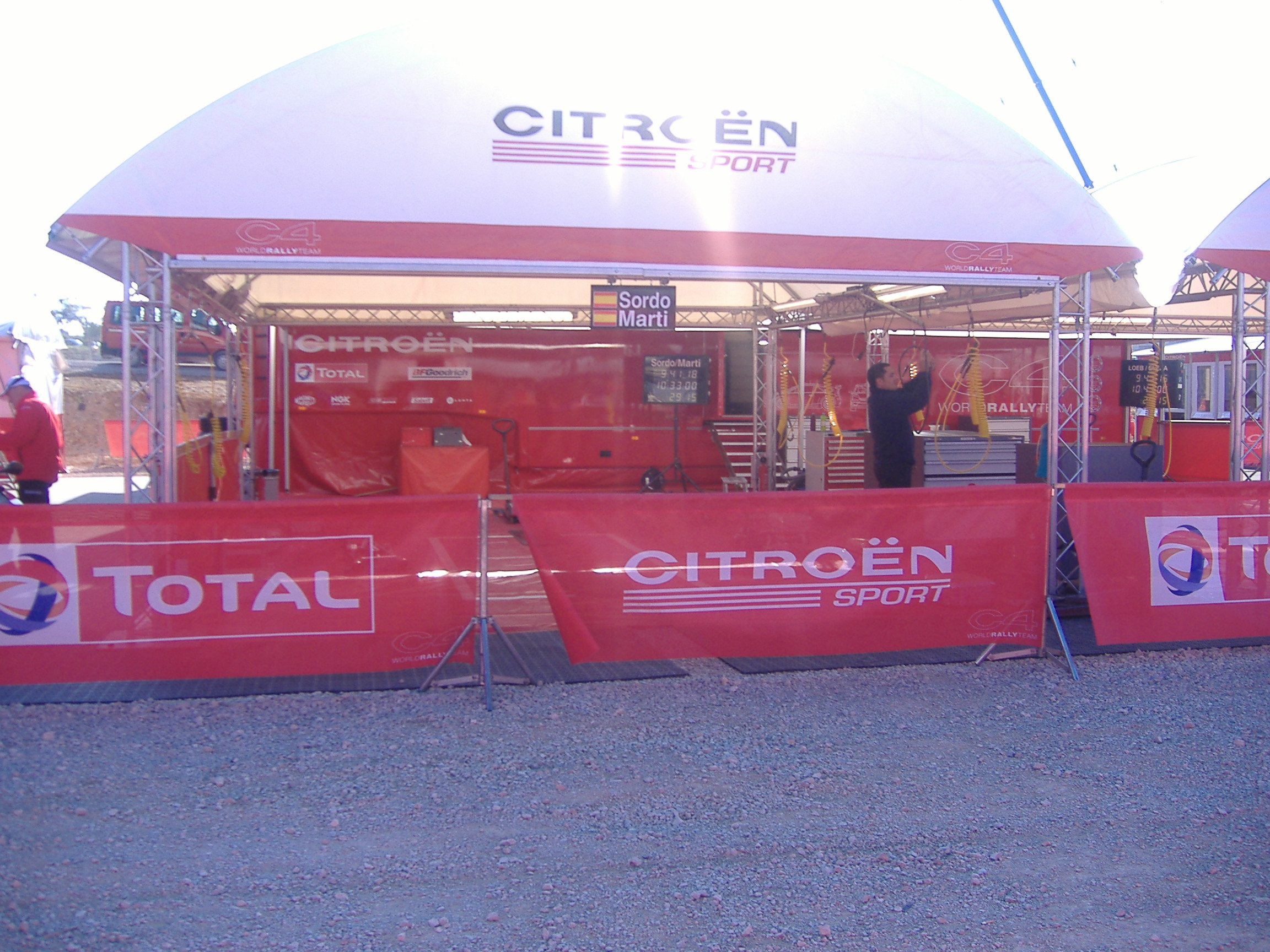
Box del equipo Citroën.

El Parque de Trabajo, Parque de Servicio o Parque de Asistencia es un recinto especialmente acondicionado donde los equipos se instalan y donde los mecánicos pueden realizar los ajustes previos a la competición y los arreglos que el automóvil requiera después de transitar por los tramos cronometrados. También es el lugar donde los equipos realizan reuniones para decidir estategias y para discutir sobre el desarrollo de la carrera. Es el equivalente a los boxes en el automovilismo de circuito y lugar donde se establece, representa el epicentro del rally. Durante muchos años las asistencias eran libres, y los mecánicos podían hacer las reparaciones en los tramos de enlaces, durante la carrera.
En el Campeonato Mundial el terreno ocupado se divide según la categoría y, en general, se le asigna el espacio más grande al Grupo A8 (WRC). En algunos casos, el Grupo A6 (JWRC) comparte el área designada con el Grupo N4 (PWRC) y los equipos privados y los invitados comparten un terreno aparte, de dimensiones inferiores. El parque de servicio es el único lugar donde pueden intervenir los mecánicos en los automóviles, ya que durante la carrera sólo los pilotos pueden hacer las reparaciones.
El Parque Cerrado es un recinto cerrado que está destinado a albergar los vehículos mientras la competición está parada por ejemplo durante la noche, entre jornada y jornada. Su acceso está restringido a todo el mundo, exceptuando a los pilotos que pueden acceder para retirar su vehículo cuando se reanuda la competición al inicio de cada jornada.

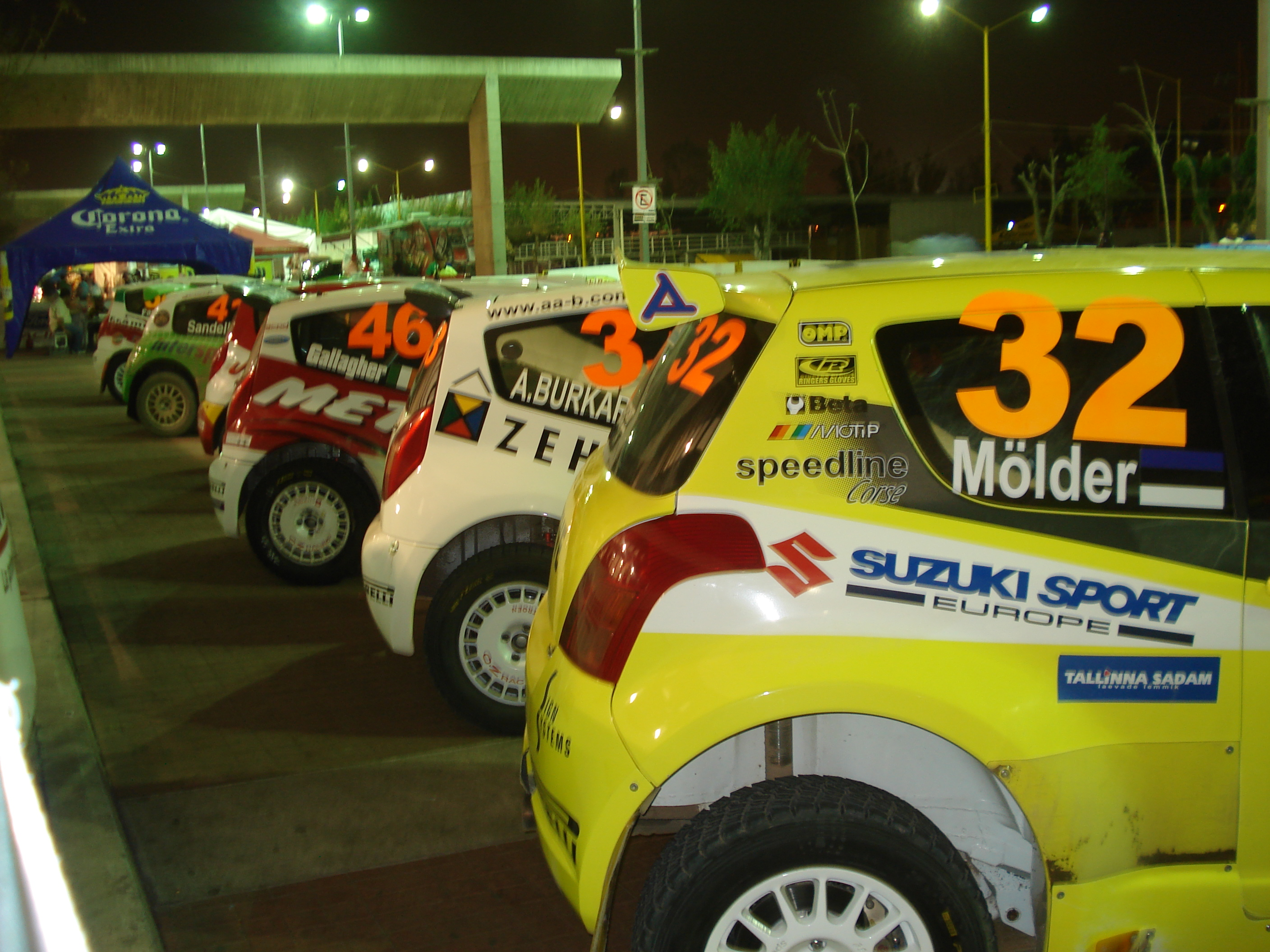
Vehículos en el Parque Cerrado.

El Parque de Agrupamiento es un recinto más pequeño que se utiliza excepcionalmente para reagrupar a los vehículos en casos donde el desfase entre vehículos es muy grande, para que en el siguiente enlace salgan todos con el mismo tiempo de diferencia. Se suele usar para evitar los vacíos que ocasionan los vehículos que se han retirado de la competición por avería o accidente.

## Desarrollo de un rally típico
La siguiente tabla refleja un ejemplo del desarrollo de una prueba de rally ficticia que consta de ocho tramos a doble pasada durante 3 jornadas (días) y que días antes se celebran los reconocimientos y el shakedown.
- Recon.: reconocimientos.
- PC: parque cerrado.
- PT: parque de trabajo.
- E: enlace.
- SS1: tramo cronometrado.

| Jornadas Previas | Jornadas Previas | 1.ª Jornada | 1.ª Jornada | 1.ª Jornada | 1.ª Jornada | 1.ª Jornada | 1.ª Jornada | 1.ª Jornada | 1.ª Jornada | 1.ª Jornada | 1.ª Jornada | 1.ª Jornada | 1.ª Jornada | 1.ª Jornada | 1.ª Jornada | 1.ª Jornada | 1.ª Jornada | 1.ª Jornada | 2.ª Jornada | 2.ª Jornada | 2.ª Jornada | 2.ª Jornada | 2.ª Jornada | 2.ª Jornada | 2.ª Jornada | 2.ª Jornada | 2.ª Jornada | 2.ª Jornada | 2.ª Jornada | 2.ª Jornada | 2.ª Jornada | 2.ª Jornada | 2.ª Jornada | 2.ª Jornada | 2.ª Jornada | 3.ª Jornada | 3.ª Jornada | 3.ª Jornada | 3.ª Jornada | 3.ª Jornada | 3.ª Jornada | 3.ª Jornada | 3.ª Jornada | 3.ª Jornada | 3.ª Jornada | 3.ª Jornada | 3.ª Jornada | 3.ª Jornada | 3.ª Jornada | 3.ª Jornada | 3.ª Jornada | 3.ª Jornada |
| Recon.           | Shakedown        | PC          | E           | SS1         | E           | SS2         | E           | SS3         | E           | PT          | E           | SS4         | E           | SS5         | E           | SS6         | E           | PC          | PC          | E           | SS7         | E           | SS8         | E           | SS9         | E           | PT          | E           | SS10        | E           | SS11        | E           | SS12        | E           | PC          | PC          | E           | SS13        | E           | SS14        | E           | SS15        | E           | PC          |             |             |             |             |             |             |             |             |
|                  |                  | Sección     | Sección     | Sección     | Sección     | Sección     | Sección     | Sección     | Sección     | Sección     | Sección     | Sección     | Sección     | Sección     | Sección     | Sección     | Sección     | Sección     | Sección     | Sección     | Sección     | Sección     | Sección     | Sección     | Sección     | Sección     | Sección     | Sección     | Sección     | Sección     | Sección     | Sección     | Sección     | Sección     | Sección     | Sección     | Sección     | Sección     | Sección     | Sección     | Sección     | Sección     | Sección     | Sección     |             |             |             |             |             |             |             |             |
|                  |                  | Sector      | Sector      | Sector      | Sector      | Sector      | Sector      | Sector      | Sector      | Sector      | Sector      | Sector      | Sector      | Sector      | Sector      | Sector      | Sector      | Sector      | Sector      | Sector      | Sector      | Sector      | Sector      | Sector      | Sector      | Sector      | Sector      | Sector      | Sector      | Sector      | Sector      | Sector      | Sector      | Sector      | Sector      | Sector      | Sector      | Sector      | Sector      | Sector      | Sector      | Sector      | Sector      | Sector      |             |             |             |             |             |             |             |             |
| ---------------- | ---------------- | ----------- | ----------- | ----------- | ----------- | ----------- | ----------- | ----------- | ----------- | ----------- | ----------- | ----------- | ----------- | ----------- | ----------- | ----------- | ----------- | ----------- | ----------- | ----------- | ----------- | ----------- | ----------- | ----------- | ----------- | ----------- | ----------- | ----------- | ----------- | ----------- | ----------- | ----------- | ----------- | ----------- | ----------- | ----------- | ----------- | ----------- | ----------- | ----------- | ----------- | ----------- | ----------- | ----------- | ----------- | ----------- | ----------- | ----------- | ----------- | ----------- | ----------- | ----------- |

## El tramo

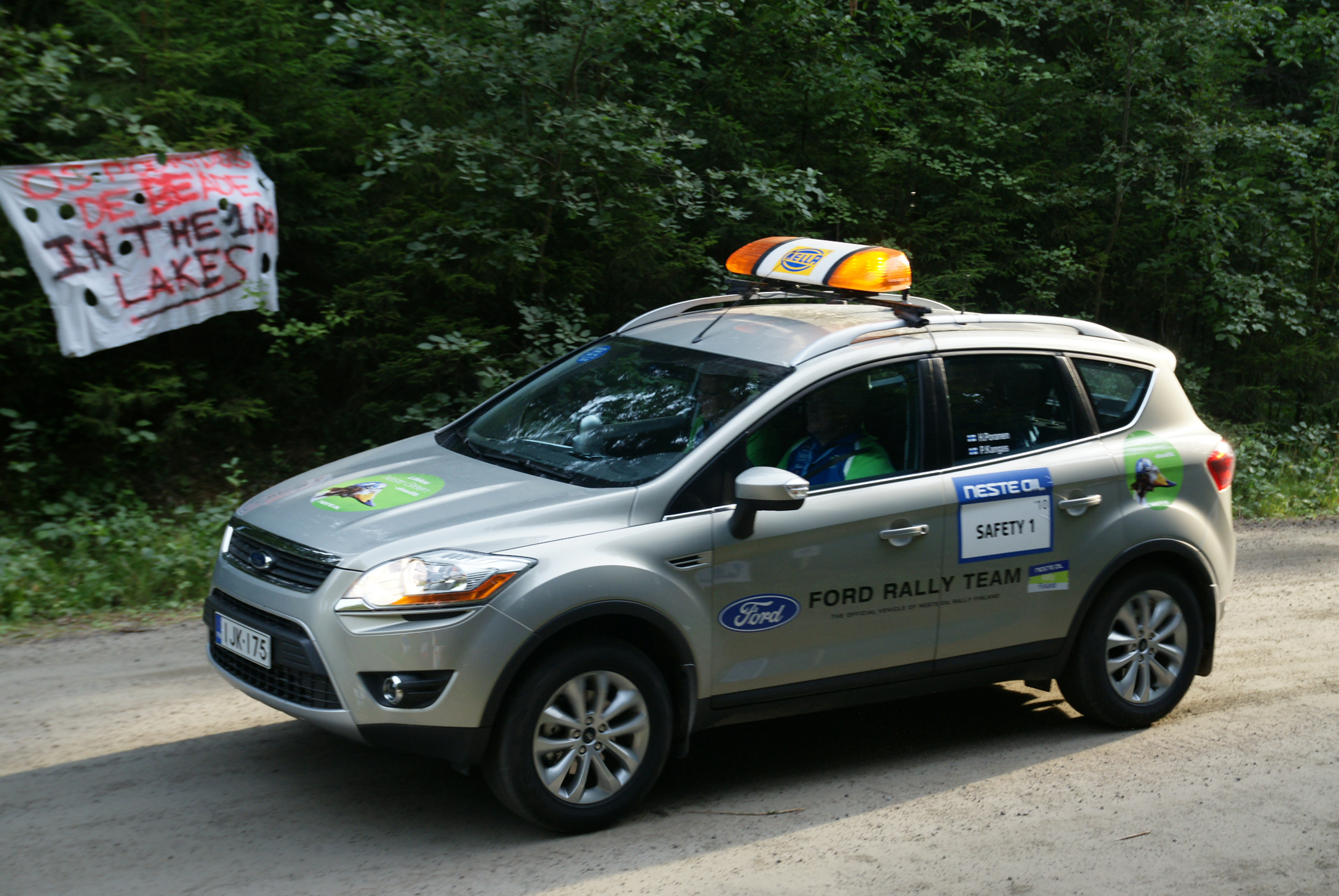
Vehículo de la organización minutos antes del inicio de un tramo.

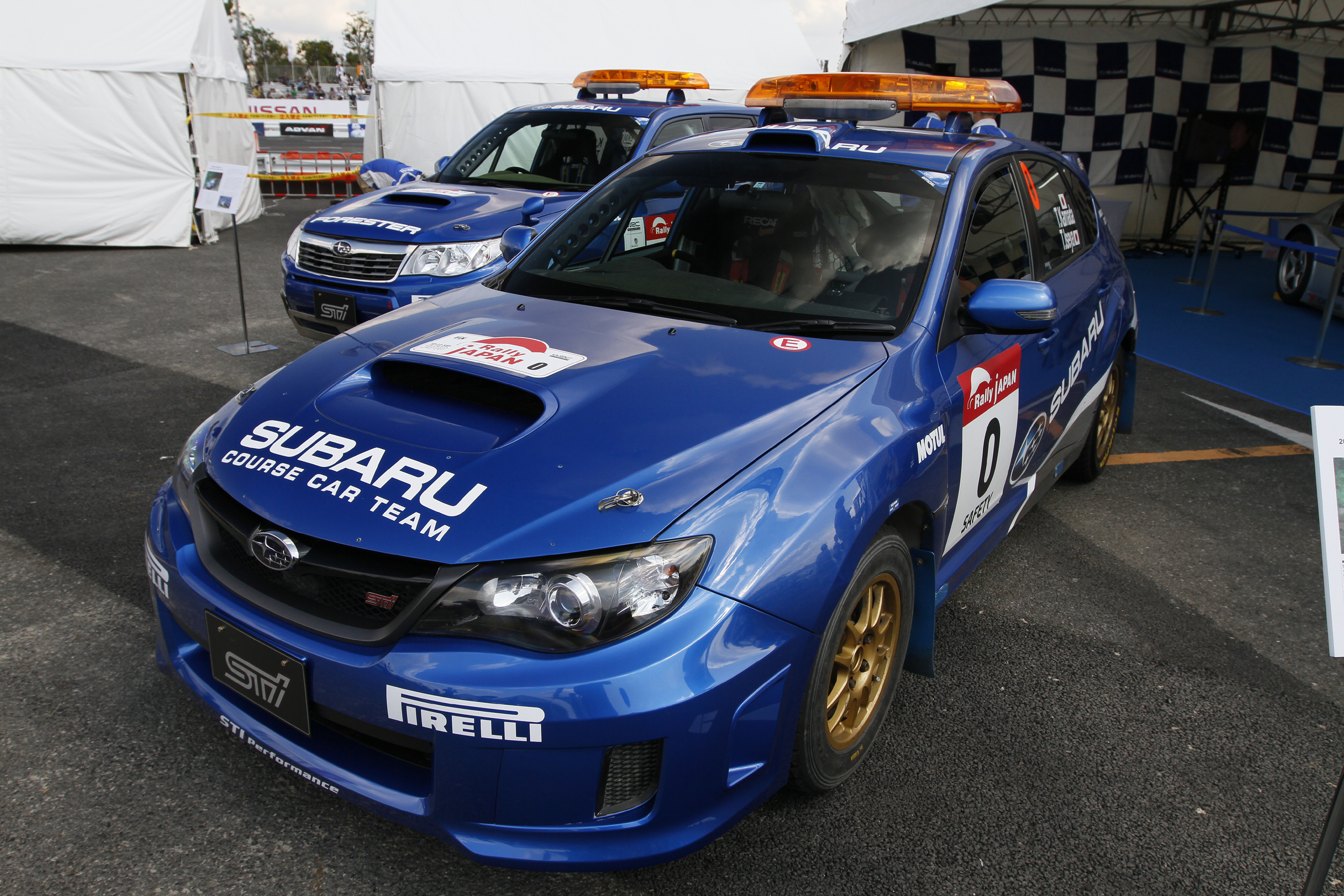
Un Subaru Impreza como Coche 0

El tramo, también conocido como especial o etapa, es la parte más importante de un rally. Es el lugar donde los pilotos compiten contra el crono y donde se sitúan los aficionados para disfrutar de la competición. Antes del paso del primer participante, por el tramo circula la caravana de seguridad que es un grupo de vehículos de la organización que transitan minutos antes del inicio de la carrera, y que se aseguran que el tramo está perfectamente cerrado, que el público se encuentra bien situado y que en el trazado está acondicionado y seguro para su competición. En ocasiones los tramos pueden ser neutralizados o anulados por motivos de seguridad o debido a un accidente, es decir: se suspende la participación de ese tramo y los vehículos que faltaban por correr se desvían y continúan hacia el siguiente tramo. En caso de que un participante sufra un accidente o una avería debe mostrar al siguiente piloto un letrero ubicado en el libro de ruta, en forma de OK verde para indicar que se encuentra bien, o una señal en forma de cruz roja para indicar que necesita ser atendido.  El último vehículo de la caravana es el coche 0 que es un vehículo de competición, pero que no participa en la prueba, su función real es mostrar al público la velocidad y la trazada que efectuarán los competidores aunque en la realidad es más un atractivo para los aficionados que otra cosa.
El orden de salida lo marca la prioridad, que es el baremo que marca que pilotos salen antes o después. El resultado en otros rallyes o el palmarés de un piloto marca esa prioridad. Habitualmente los vehículos salen con una diferencia de un minuto, aunque esto puede variar a dos o tres, e incluso más, generalmente por motivos de seguridad.
Entre la primera pasada y las siguientes, en ocasiones, pueden pasar por los tramos los ouvriers, que son pilotos que revisan las notas, por si existe alguna variación o peculiaridad en el trazado, para luego comunicárselo al participante. Los ouvriers debe respetar las normas de circulación puesto que no participan en la competición. Únicamente los equipos oficiales y aquellos con gran financiación cuentan con ouvriers.

### Tramo y controles de paso
Durante el tramo los participantes deben pasar por una serie de controles, cada uno de ellos está marcado con unas señales verticales que indican su posición. La razón de estos controles sirve para controlar todos los vehículos y que todos vayan con un orden y un tiempo determinado y así evitar aglomeraciones. Un ejemplo: si el vehículo con el dorsal número 1 sale a las 9:01 del parque cerrado el dorsal número 50 saldría a las 9:49 (hay que tener en cuenta que en los rallyes que no se usa el dorsal número 13).
- Control de Llegada: es el primer control, en él los participantes deben detenerse y entregar a los comisarios de ruta el carnet de Ruta que le marcarán la hora de llegada. Deberán esperar uno o dos minutos antes de avanzar al siguiente control.
- Salida: situado a unos 200 metros del control de llegada, en este punto los participantes detienen el vehículo y se preparan para tomar la salida. Enfrente de ellos se ubica un cronómetro que les indica cuando deben salir.
- Meta: en este punto se sitúan unas células fotovoltaicas que al pasar marcan el tiempo. Entre la meta el siguiente control los participantes tienen prohibido detenerse.
- Control Stop: de obligada parada, al igual que el control de llegada, los participantes entregan de nuevo el carnet de ruta donde se les marca la hora de llegada y con una sencilla resta obtienen el tiempo realizado en el tramo.

| Enlace                                           |                |                          | Tramo              | Tramo                                  | Tramo          |                                                                                               |  | Enlace |
|                                                  |                |                          |                    |                                        |                |                                                                                               |  |        |
| Control de llegada                               | Fin de control | Salida                   | Tramo Cronometrado | Meta                                   | Fin de control | Control Stop                                                                                  |  |        |
|                                                  |                |                          |                    |                                        |                |                                                                                               |  |        |
| Un participante a la espera de iniciar un tramo. |                | Loeb iniciando un tramo. |                    | Un vehículo cruzando la línea de Meta. |                | En el mundial, el Control Stop suele estar frecuentado por personal y medios de comunicación. |  |        |

## Resultados y penalizaciones

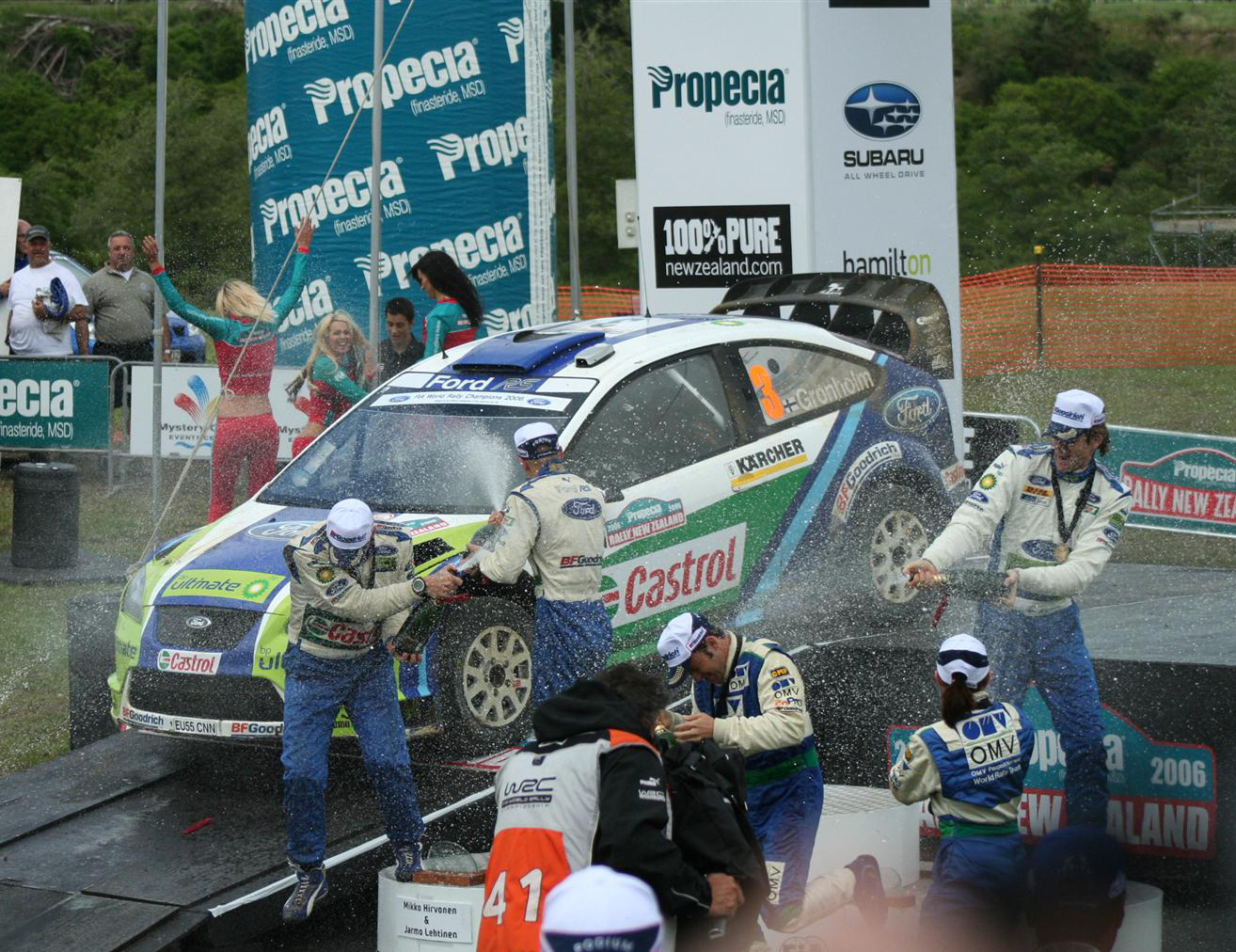
El champán es el clásico en las celebraciones de un rally.

Los resultados de cada piloto se obtienen sumando todos los tiempos obtenidos en los tramos cronometrados, aquel que haya empleado el menor tiempo posible resultará vencedor de la prueba. El mejor tiempo de un tramo se le denomina scratch.
Durante toda la prueba los participantes pueden ser penalizados por diversos motivos. Cada sanción supone la suma de segundos o minutos a su tiempo personal, sanción económica o la exclusión de la prueba. La suma de tiempo puede variar desde los 10 segundos a 10 minutos dependiendo de la gravedad de la sanción.
Antes de la entrega de premios y de que se haga oficial la lista con la clasificación final, todos los participantes deben volver a realizar unas verificaciones técnicas a los vehículos, para comprobar que durante la carrera no han cometido ninguna infracción y que el vehículo ha competido de manera legal.
Así mismo, los participantes disponen de un tiempo para presentar las alegaciones y reclamaciones que consideren oportuno a la organización, antes de que la misma presente de manera definitiva y oficial la clasificación final de la prueba.

### Ceremonia final
Al final de la prueba de rally se celebra la ceremonia final, en la que los tres participantes más rápidos, pasan por el podio, donde se les hace entrega de un trofeo correspondiente a la prueba y del clásico champán (en el ritual ya conocido de rociarse con el tras obtener dichas posiciones o triunfos de manera exitosa).